# Potere rotatorio
Il potere rotatorio è la misura quantitativa dell'attività ottica di una sostanza, caratteristica quest'ultima che rappresenta la proprietà di ruotare il piano di vibrazione della luce polarizzata posseduta dai composti otticamente attivi. Dal punto di vista ottico rappresenta un caso particolare di birifrangenza dovuta al diverso indice di rifrazione delle componenti destrogira e levogira della luce linearmente polarizzata.

## Teoria

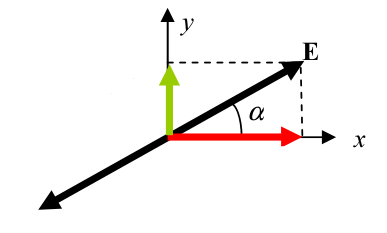
Componenti della polarizzazione lineare

Una radiazione elettromagnetica linearmente polarizzata si può rappresentare come un vettore di variazione del campo elettrico definito da due componenti:
{\displaystyle \mathbf {E} =\left(E_{0}\cos \alpha \cos \omega t,E_{0}\operatorname {sen} \alpha \cos \omega t\right)}
dove {\displaystyle E_{0}} è l'ampiezza dell'onda e {\displaystyle \alpha } è l'angolo tra il piano della polarizzazione e l'asse di riferimento scelto.

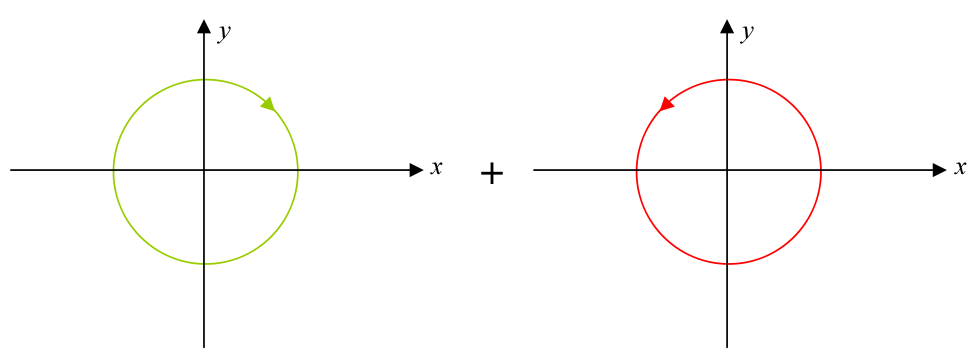
Somma di onde con polarizzazione circolare opposta

Si può dimostrare che può essere considerata come la somma di due onde con polarizzazione circolare, rappresentate matematicamente come:
{\displaystyle \mathbf {E_{D}} =\left({\frac {E_{0}}{2}}\cos \omega t,{\frac {E_{0}}{2}}\operatorname {sen} \omega t\right)}
{\displaystyle \mathbf {E_{L}} =\left({\frac {E_{0}}{2}}\cos \left(\omega t+\phi \right),-{\frac {E_{0}}{2}}\operatorname {sen} \left(\omega t+\phi \right)\right)}
dove {\displaystyle \phi } è l'eventuale sfasamento di un'onda rispetto all'altra.
Sommando vettorialmente le due onde, si ottiene:
{\displaystyle \mathbf {E} =\mathbf {E_{D}} +\mathbf {E_{L}} =}
{\displaystyle ={\frac {E_{0}}{2}}\left(\ \cos \left(\omega t\right)+\cos \left(\omega t+\phi \right),\ \operatorname {sen} \left(\omega t\right)-\operatorname {sen} \left(\omega t+\phi \right)\ \right)=}
{\displaystyle ={\frac {E_{0}}{2}}\left(2\cos {\frac {2\omega t+\phi }{2}}\cos {\frac {-\phi }{2}},2\cos {\frac {2\omega t+\phi }{2}}\operatorname {sen} {\frac {-\phi }{2}}\right)=}
{\displaystyle =\left(E_{0}\cos {\frac {-\phi }{2}}\cos \left(\omega t+{\frac {\phi }{2}}\right),E_{0}\operatorname {sen} {\frac {-\phi }{2}}\cos \left(\omega t+{\frac {\phi }{2}}\right)\right)}
che è un'onda con polarizzazione lineare, di ampiezza {\displaystyle E_{0}} e inclinata di un angolo {\displaystyle {\frac {\phi }{2}}} rispetto all'asse di riferimento.
Una sostanza otticamente attiva presenta un diverso indice di rifrazione per le due componenti con polarizzazione circolari delle onde con polarizzazione lineare che la attraversano: le due componenti attraverseranno quindi la sostanza a velocità diversa, uscendone sfasate. Dunque, nel passaggio attraverso la sostanza otticamente attiva varia la componente {\displaystyle \phi }, il che si traduce in un diverso angolo di polarizzazione della radiazione.

## Potere rotatorio delle molecole chirali
La condizione necessaria - ma non sufficiente - affinché vi sia attività ottica è che la molecola sia chirale, cioè essa non deve essere sovrapponibile alla sua immagine speculare. Si noti che la chiralità non è anche la condizione sufficiente per l'attività ottica perché ci sono molecole che pur essendo chirali non sono otticamente attive o, quantomeno, non presentano attività ottica misurabile con gli strumenti oggi a nostra disposizione.
In generale, e ciò si applica più proficuamente nell'ambito della chimica inorganica, facendo riferimento alla teoria dei gruppi, molecole che possiedono un asse n-ario di rotazione impropria (rotazione di 2π/n e inversione attraverso il centro di simmetria) non sono chirali e non possiedono quindi alcun potere rotatorio. Nel caso delle forme meso come ad esempio quelle dell'acido tartarico e di altre sostanze, nella molecola vi sono centri chirali ma esiste altresì un piano di simmetria interno che rende la molecola non chirale e, quindi, otticamente inattiva.
Una sostanza capace di ruotare il piano di vibrazione della luce polarizzata in senso orario (da sinistra a destra) è detta destrogira (o destrorotatoria) e l'angolo di rotazione è positivo, mentre una sostanza in grado di ruotare tale piano in senso antiorario (da destra a sinistra) è detta levogira (o levorotatoria) e l'angolo di rotazione è negativo. Un composto destrogiro viene evidenziato anteponendo alla sua denominazione comune o ufficiale il segno + (nella vecchia letteratura veniva utilizzata la lettera minuscola d), mentre un composto levogiro verrà preceduto dal segno - (l, in disuso). Una coppia di enantiomeri possiede medesimo valore di potere rotatorio, in valore assoluto, ma differente verso di rotazione che si traduce in una differenza di segni. Un racemo, cioè una miscela 1:1 di una coppia di enantiomeri, non possiede alcun potere rotatorio (effetto di "compensazione esterna").
Esiste una enormità di composti otticamente attivi, tra i quali si citano a titolo di esempio i carboidrati, gli amminoacidi e i loro derivati o i complessi in ambito chimico-inorganico. La polarimetria è la metodica di laboratorio che permette la determinazione del potere rotatorio di sostanze otticamente attive.

## Potere rotatorio specifico
Il potere rotatorio di una sostanza otticamente attiva è influenzato dai seguenti fattori:
- natura della sostanza;
- natura del solvente;
- cammino ottico della cella in cui è contenuta la sostanza (in fase liquida o allo stato solido);
- concentrazione (per soluzioni);
- lunghezza d'onda della luce (dispersione rotatoria);
- temperatura;
- tempo trascorso (effetto di mutarotazione);
- pH della soluzione (racemizzazione).

Il potere rotatorio specifico (PRS) rappresenta la rotazione del piano della luce polarizzata relativa ad una soluzione contenente la sostanza otticamente attiva alla concentrazione di 1 g per 100 ml di soluzione, posta in un tubo polarimetrico dello spessore di 1 dm, alla temperatura di 20 °C e utilizzando luce con lunghezza d'onda 589 nm (linea D del sodio). 
Il potere rotatorio viene simboleggiato utilizzando la lettera greca α, il potere rotatorio specifico è rappresentato utilizzando la notazione [α]D20. In letteratura scientifica, il potere rotatorio specifico è riportato esprimendo la concentrazione in g/100 ml ed esplicitando il solvente nel quale la misura è stata eseguita. Ad esempio:
[α]D20 = -5.3 ° (c 2.0, CHCl3).
La legge di Biot del potere rotatorio specifico delle soluzioni determina la dipendenza della rotazione dalla concentrazione della sostanza otticamente attiva:
{\displaystyle {[\alpha ]_{D}}^{20}={\frac {\alpha }{l\cdot c}}}
dove l è il cammino ottico (in dm) della cella in cui è contenuta la soluzione e c è la concentrazione in g/ml.
La relazione che lega il potere rotatorio alla temperatura è invece
{\displaystyle \operatorname {[} \alpha ]^{t}=[\alpha ]^{20}+n(t-20)}
dove t è la temperatura in °C e n una costante di temperatura caratteristica per ciascuna sostanza.